# Krzyżewo-Marki (gromada)
Krzyżewo-Marki – dawna gromada, czyli najmniejsza jednostka podziału terytorialnego Polskiej Rzeczypospolitej Ludowej w latach 1954–1972.
Gromady, z gromadzkimi radami narodowymi (GRN) jako organami władzy najniższego stopnia na wsi, funkcjonowały od reformy reorganizującej administrację wiejską przeprowadzonej jesienią 1954 do momentu ich zniesienia z dniem 1 stycznia 1973, tym samym wypierając organizację gminną w latach 1954–1972.
Gromadę Krzyżewo-Marki z siedzibą GRN w Krzyżewie-Markach utworzono – jako jedną z 8759 gromad na obszarze Polski – w powiecie makowskim w woj. warszawskim, na mocy uchwały nr VI/10/6/54 WRN w Warszawie z dnia 5 października 1954. W skład jednostki weszły obszary dotychczasowych gromad Budzyno-Lipniki, Dłutkowo, Gołoniwy, Krzyżewo-Jurki, Krzyżewo Borowe, Krzyżewo Nadrzeczna, Krzyżewo-Marki, Zacisze Nowe, Zacisze Stare, Zawady Dworskie i Zawady-Huta ze zniesionej gminy Płoniawy oraz obszary dotychczasowych gromad Cieciorki Szlacheckie, Cieciorki Włościańskie, Kałęczyn, Rzechowo Wielkie() i Zalesie Wielkie ze zniesionej gminy Perzanowo tymże powiecie. Dla gromady ustalono 15 członków gromadzkiej rady narodowej.
29 lutego 1956 z gromady Krzyżewo Marki wyłączono wieś Krzyżewo Nadrzeczne włączając ją do gromady Młodzianowo w tymże powiecie.
31 grudnia 1959 do gromady Krzyżewo-Marki przyłączono wieś Popielarka ze znoszonej gromady Młodzianowo w tymże powiecie.
31 grudnia 1961 gromadę zniesiono, włączając jej obszar do gromad: Czerwonka (wsie Budzyno-Lipniki, Cieciórki Szlacheckie, Cieciórki Włościańskie, Kałęczyn, Krzyżewo-Marki i Nowe Zacisze), Płoniawy-Bramura (wsie Dłutkowo, Gołoniwy, Krzyżewo Borowe, Zawady Dworskie, Popielarka, Stare Zacisze i Zawady-Huta) i Gąsewo (wsie Zalesie i Rzechowo Wielkie) w tymże powiecie.